# Dave Richmond
David "Dave" Richmond (né en 1938, Brighton, Sussex), est un bassiste, mieux connu en tant que membre fondateur du groupe pop des années 1960 Manfred Mann, avec qui il a joué en 1963. Après avoir quitté le groupe en 1963, Richmond est devenu musicien de studio, qui a travaillé avec, entre autres, Elton John, John Barry, Henry Mancini, Roy Budd, Keith Mansfield, Ronnie Hazlehurst, Michel Legrand, Cat Stevens, Scott Walker, Tom Jones, Claude François, The Shadows, Bert Kaempfert, Jean Bouchéty, Aretha Franklin, Johnny Cash, Benny Hill, Dusty Springfield, Pain, Hank Marvin, Cliff Richard, Olivia Newton John, Jacqueline Taieb, et Serge Gainsbourg.

## Biographie
Dave Richmond apprend le ukulélé à l'âge de 14 ans, avant de se consacrer à son instrument favori, la guitare folk.
À l'instigation de sa mère, il participe à une audition pour intégrer l'orchestre de jazz de la Royal Air Force. Il passe son audition à la guitare folk, mais il n'y a que des cuivres, des bois ou des percussions dans la fanfare de la RAF. Il estime aussi que le jury était tellement désespéré qu'ils lui demandèrent quel instrument il pourrait apprendre. Il choisit la clarinette. Démobilisé à Cologne en Allemagne, il tombe par hasard sur une contrebasse qui trainait dans une pièce de la caserne. Il suivra quelques cours de contrebasse classique avec archet, avec un professeur allemand. Sur place, il joue tous les jours avec l'orchestre, apprend à lire la musique, etc.
De retour en Grande-Bretagne, vers 1960, il intègre à la contrebasse le groupe Manne-Hugg Blues Brothers, première mouture de Manfred Mann. C'est à ce moment, vers 1963, qu'il effectue sa transition à la basse électrique, en achetant une Framus Hollywood Starbass bon marché, qui sera rapidement remplacée par une basse de la marque anglaise BURNS modèle "Bison", choisie par sa femme, pour son look impressionnant, lors d'une balade sur Denmark Street. Le bouche à oreille fonctionne à merveille, Dave joue contrebasse, et guitare basse, et lit très bien la musique, il se retrouve donc rapidement débordé de travail. Il fait partie de la petite trentaine de musiciens qui font toutes les séances d'enregistrement à Londres, pour les émissions de TV de la BBC, les grands labels anglais type DECCA avec toutes les pop stars de l'époque, les grands orchestres de musique légère très à la mode à l'époque, et les musiques de films. Entre 1963 et 1970, Richmond travaille tous les jours, sans relâche (ses agendas conservés le prouvent), en studio ou en concert.
Au milieu des années 70, il intègre l'écurie de compositeurs du label anglais KPM qui réalise de nombreux albums instrumentaux de "musique au mètre" dédié à l'illustration musicale pour la publicité, le cinéma ou la télévision. Plusieurs de ses compositions seront publiées par ce label puis par un label concurrent "Bruton Music".
Avec cette vie de musicien trépidante, faite de voyages au quatre coins du monde, de concerts, de séances de studio, Richmond tombe rapidement dans l'alcoolisme. On le surnomme "Champagne". Véritable force de la nature, cela ne l’empêche pas de travailler intensément. Heureusement, il réussit à vaincre ce fléau en 1988. Dans les années 90, son activité de musicien de studio se réduit considérablement, mais il continue à tourner avec des grands orchestres en Russie, en Égypte et au Japon. Il aura une activité régulière dans des clubs ou des bateaux de croisières jusqu'en 2019. Depuis le confinement, il a cessé de se produire en concert.

## Instruments
La BURNS BISON BASS devient rapidement sa « signature » musicale, sa marque de fabrique. La marque britannique Burns, créée par Jim Burns, fait alors équiper ses instruments par la firme Rotosound d'un jeu de cordes très novateur : le filé ruban de nylon (nylon tapewound). Ce son, à la fois incisif, mais aussi caoutchouteux et favorisant les glissés, est jouée souvent au plectre.
Cette signature sonore devient alors très typique Royaume-Uni (Paul McCartney , Russ Stableford, et même jusqu'à Graham Maby avec Joe Jackson).
Sa contrebasse datant de la moitié du XIXe siècle, un modèle 4 quarts a fond bombé et larges épaules, est fabriquée par un luthier britannique.
Dans le courant des années 70, à la demande des producteurs qui cherchent des sons plus modernes, il achètera une autre guitare basse diamétralement opposée à sa Burns Bison, une Fender Precision fretless touche maple, modifiée avec deux micros DiMarzio (un type Jazzbass l'autre type précision). Il achètera une autre Fender avec un corps et micro de précision, avec un manche Jazzbass maple fretté cette fois.
Il a également joué très brièvement une basse Peavey T40, qui visiblement ne l'a pas convaincu.

## Le bassiste retrouvé de Gainsbourg
En l'absence de preuves écrites et visuelles, il a longtemps été considéré que c'était Herbie Flowers qui était bassiste de Histoire de Melody Nelson de Serge Gainsbourg. Cette assertion n'était pas illégitime : Herbie Flowers, formé également au jazz dans les orchestres de l'armée, a fait ses armes à la contrebasse et il a également succombé au charme des cordes de nylon à la basse électrique mais avoue lors d'une interview a Bass player, n'avoir jamais réussi a jouer avec un plectre contrairement a Richmond.
Pourtant, il faut attendre 2011, soit 40 ans après la parution de l'album, pour que puisse être prouvée la participation de Dave Richmond à l'enregistrement. Alors qu'un coffret anniversaire occasionne des recherches iconographiques, des photos de Tony Frank, le montrant à la basse avec Gainsbourg au studio Marble Arch, font surface. Ironiquement, lui-même dit ne pas se rappeler la session (un peu normal pour un musicien qui pendant presque 30 ans a joué tous les jours que cela soit en concert, en studio ou à la télévision), mais qu'il reconnaissait bien son jeu de basse à l'écoute du disque.
Il est important de noter que ce n'est pas le seul album de l'artiste sur lequel a participé le bassiste. En effet, Richmond est crédité comme bassiste sur l'album Vu de l’extérieur. A part cela, il est révélé en 2011 qu'il tient également la basse sur les albums Initials B.B. et Jane Birkin - Serge Gainsbourg.La première participation du bassiste date donc de la session de juin 1967 pour le maxi Comic Strip sous la supervision de l'arrangeur David Whitaker et du producteur Giorgio Gomelsky. Appréciant son jeu, Gainsbourg le rappelle pour les sessions suivantes sous la direction de l'arrangeur Arthur Greenslade pour le maxi Initials B.B. et l'album Jane Birkin - Serge Gainsbourg. Il aurait également participé à la chanson Bonnie and Clyde, mais il est impossible de prouver sa participation.